# Saffron Burrows
Saffron Domini Burrows (22 de Outubro de 1972) é uma actriz e ex-modelo inglesa, mais conhecida como Det. Serena Stevens na série Law & Order: Criminal Intent e como Lorraine Weller em Boston Legal.

## Biografia
Saffron fez a sua estreia no cinema em 1993, com In the Name of the Father. Fez nos anos seguintes The Loss of Sexual Innocence (1999), Deep Blue Sea (1999), Frida (2002), entre outros.
Em 1999 numa entrevista à Film Unlimited, Burrows revelou ter tido amantes femininas, tendo sido várias vezes ligada romanticamente a Fiona Shaw.
Em 2006, o Independent on Sunday referenciou Burrows como a 90ª pessoa gay mais influente do Reino Unido.

## Filmografia
- In the Name of the Father (1993)
- Circle of Friends (1995)
- Cold Lazarus (1996) (miniserie)
- Lovelife (1996)
- The MatchMaker
- The Loss of Sexual Innocence (1999)
- Wing Commander (1999)
- Deep Blue Sea (1999)
- Miss Julie (1999)
- Timecode (2000)
- Gangster No. 1 (2000)
- Tempted (2001)
- Enigma (2001)
- Frida (2002)
- Peter Pan (2003) (voz) - Narradora
- Troy (2004)
- Klimt (2006)
- Perfect Creature (2006)
- Fay Grim (2006)
- Reign Over Me (2007)
- Dangerous Parking (2007)
- Boston Legal (2007-2008)
- The Guitar (2008)
- The Bank Job (2008)
- Shrink (2009)
- Lawyers (2010)
- Small Apartments (2011)
- Knife Fight' (2012)

### Televisão
| Ano       | Título                       | Papel               | Notas                                |
| --------- | ---------------------------- | ------------------- | ------------------------------------ |
| 1992      | Les cinq dernières minutes   | Daisy Smith         | Episódio: "Meurtre en Ardèche"       |
| 1993      | Full Stretch                 |                     | Episódio: "Family Affairs"           |
| 1995      | The Big One                  | Jules               | Filme para TV                        |
| 1996      | Karaoke                      | Sandra Sollars      | Minissérie para TV                   |
| 1996      | Cold Lazarus                 | Sandra Sollars      | Minissérie para TV                   |
| 1996      | Crucial Tales                | Sarah Brown         | Episódio: "I Bring You Frankincense" |
| 2001      | The Seventh Stream           | Mairead             | Filme para TV                        |
| 2002      | Flashpoint                   | Dara                | Filme para TV                        |
| 2007      | Marple: Towards Zero         | Audrey Strange      | Filme para TV                        |
| 2007-2008 | Boston Legal                 | Lorraine Weller     | 20 episódios                         |
| 2008      | Wainy Days                   | Lucy                | Episódio: "Nan and Lucy"             |
| 2008      | My Own Worst Enemy           | Dr. Norah Skinner   | 9 episódios                          |
| 2009      | The Eastmans                 | Dr. Anna Eastman    | TV movie                             |
| 2009      | Kings                        | Death               | Episódio: "The Sabbath Queen"        |
| 2010      | Law & Order: Criminal Intent | Det. Serena Stevens | 15 episódios                         |
| 2011      | Bones                        | Ike Latulippe       | Episódio: "The Finder"               |
| 2013-2014 | Agents of S.H.I.E.L.D        | Victoria Hand       | 4 episódios                          |
| 2013-2014 | The Crazy Ones               | Helena              | Episódio: "She's So European"        |
| 2014–2018 | Mozart in the Jungle         | Cynthia Taylor      | Regular                              |
| 2019-2021 | You                          | Dottie Quinn        | Recorrente / Regular                 |